# نيك نيكلسون
نيك نيكلسون (بالإنجليزية: Nick Nicholson)‏ هو مدير فني أمريكي، ولد في 3 ديسمبر 1925، وتوفي في 29 سبتمبر 2010.